# Paragonaster tenuiradiis
Paragonaster tenuiradiis är en sjöstjärneart som beskrevs av Alcock 1893. Paragonaster tenuiradiis ingår i släktet Paragonaster och familjen Pseudarchasteridae.
Artens utbredningsområde är Bengaliska viken. Inga underarter finns listade i Catalogue of Life.